# Vermis
O vermis cerebelar (do termo em latim para "verme") ou verme cerebelar está localizado na zona medial córtico-medular do cerebelo, na região da fossa posterior do crânio. A fissura primária do vermis se curva ventrolateralmente para a superfície superior do cerebelo, dividindo-o em dois lobos: anterior e posterior. Funcionalmente, o vermis está associado à postura corporal e à locomoção. O vermis faz parte do espinocerebelo (paleocerebelo) e recebe inervação somática sensorial da cabeça e das regiões proximais do corpo por vias espinais ascendentes.
O cerebelo se desenvolve rostro-caudalmente, com a região rostral na linha média dando origem ao vermis e à região caudal aos hemisférios cerebelares. No quarto mês de gestação, o vermis completa a sua forma folheada, enquanto o desenvolvimento dos hemisférios ainda demora mais 30-60 dias. Após o nascimento, a proliferação e organização dos componentes do cerebelo continuam, completando a formação do padrão folheado aos 7 meses de vida e a migração, proliferação e arborização dos neurônios cerebelares aos 20 meses.
A inspeção da fossa posterior é comum na ultrassonografia pré-natal, sendo utilizada, a princípio, para determinar se existe excesso de fluido ou malformações cerebelares.
O vermis está intimamente associado a todas as regiões da córtex cerebelar, que pode ser dividida em três partes funcionais, cada um apresentando conexões distintas com o cérebro e a medula espinal. Essas regiões são o vestibulocerebelo, responsável primariamente pelo controle do movimento dos olhos; o espinocerebelo, envolvido na regulação fina dos movimentos do corpo e dos membros; e o cerebrocerebelo, que está associado ao planejamento e iniciação dos movimentos.